# Maison Rouge de Conflans
Le petit Palais  ou maison Rouge ou palais Pisan est un palais de style gothique médiéval italien du XIVe siècle, de Conflans (actuel quartier des hauteurs d'Albertville) en Savoie. Classé monument historique depuis 1904, la municipalité y héberge depuis 1936 son musée d'art et d'histoire (patrimoine rural local, et histoire de la Savoie et d'Albertville).

## Historique
Conflans est un ancien bourg fortifié médiéval féodal / place forte, sur les hauteurs d'Albertville, baptisé Porte de Savoie ou Porte de France. Il est chargé historiquement de contrôler le carrefour économique et militaire stratégique des vallées de la Tarentaise, val d'Arly, combe de Savoie..., à la confluence de l'Arly et de l'Isère (rivière), de la  route du sel des salines royales de Moutiers, avec son importante voie romaine Alpis Graia qui relie la France à l'Italie, via Lyon, Vienne, Albertville, col du Petit-Saint-Bernard, Vallée d'Aoste, Milan, Rome (Rome antique), aux époques des Celtes / Empire romain / royaume de Bourgogne / comté de Savoie / duché de Savoie / maison de Savoie / Premier Empire / Second Empire... 

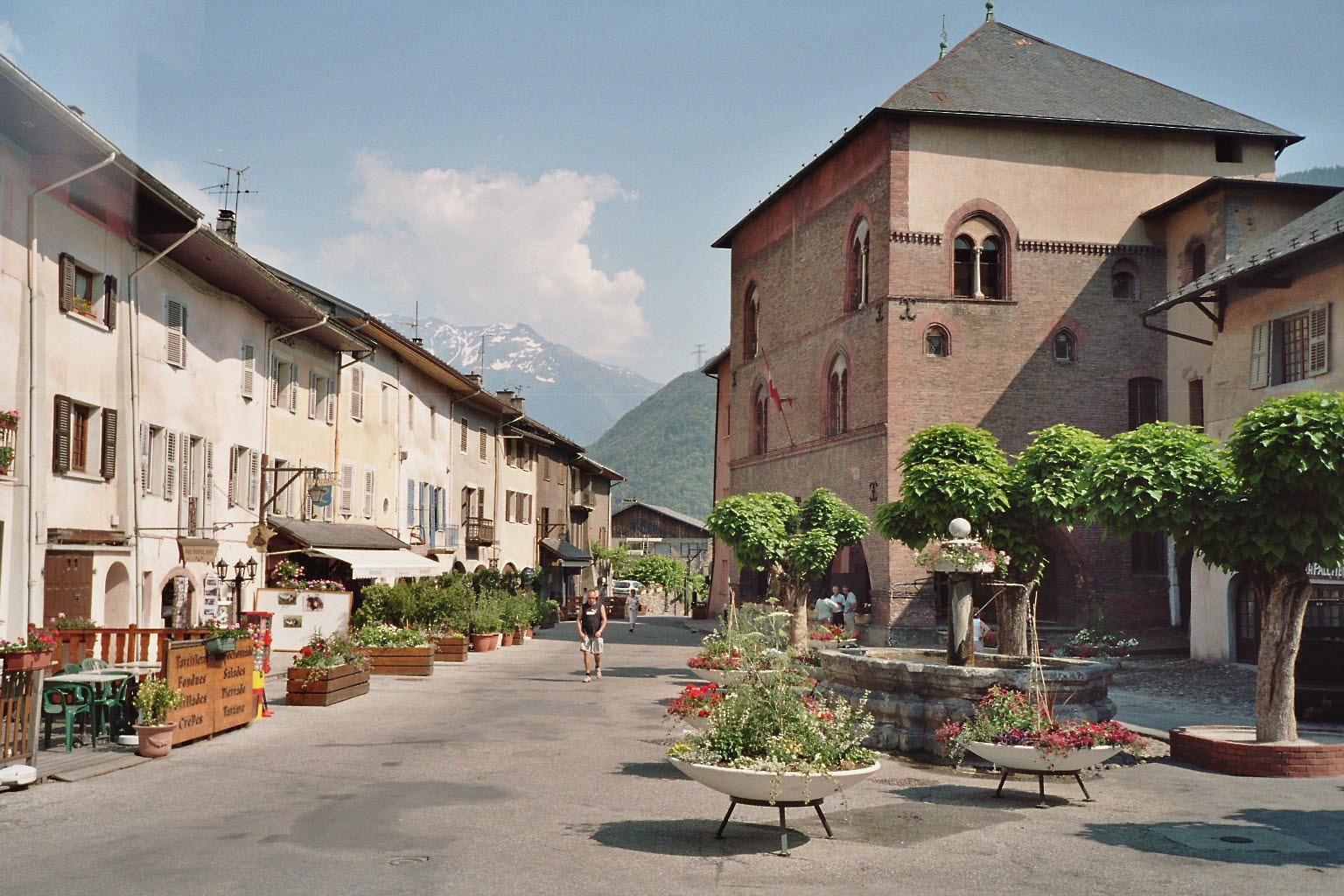
Grande place centrale de Conflans (Savoie).
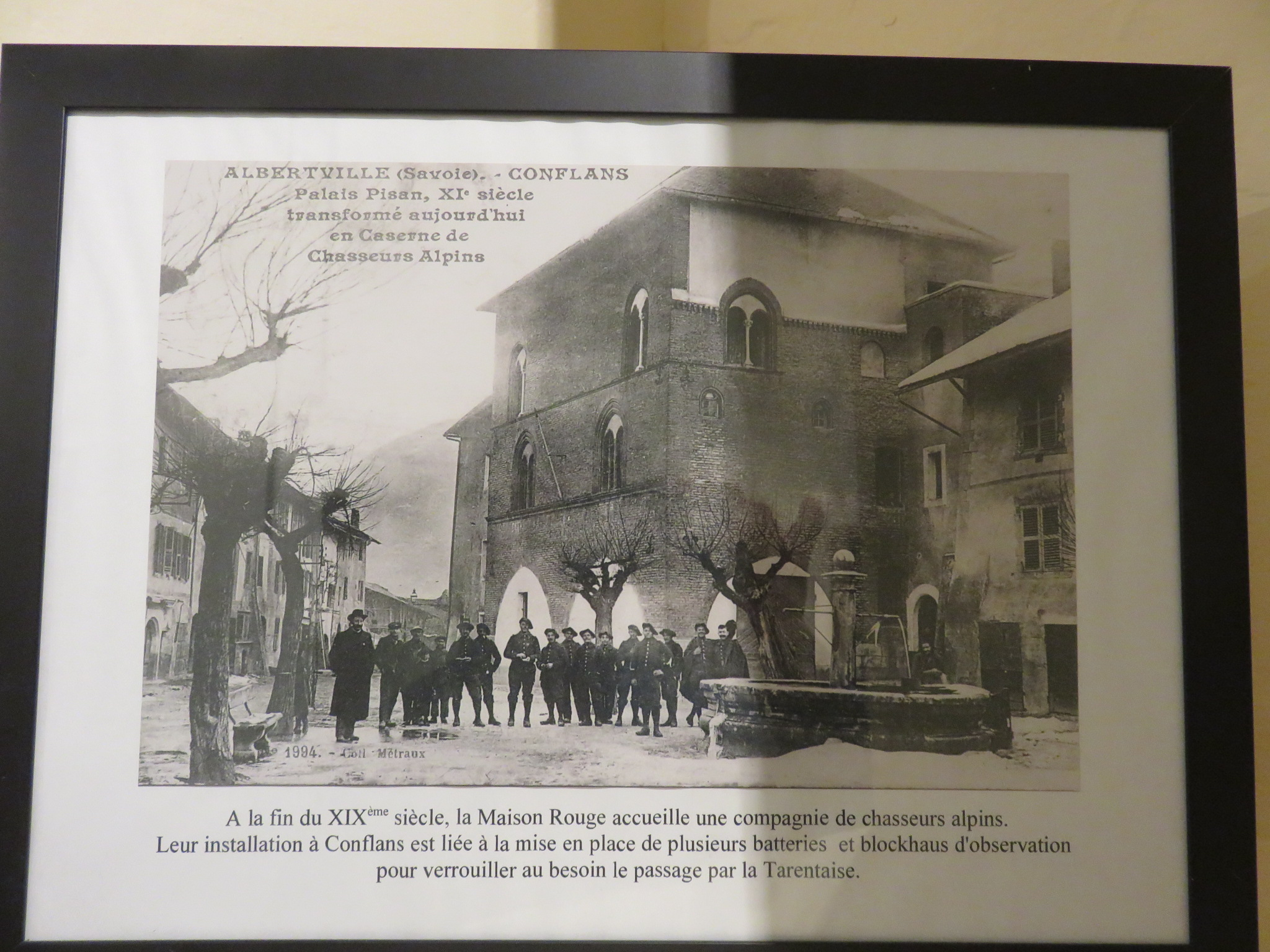
Ancienne caserne de chasseurs alpins XIXe siècle.
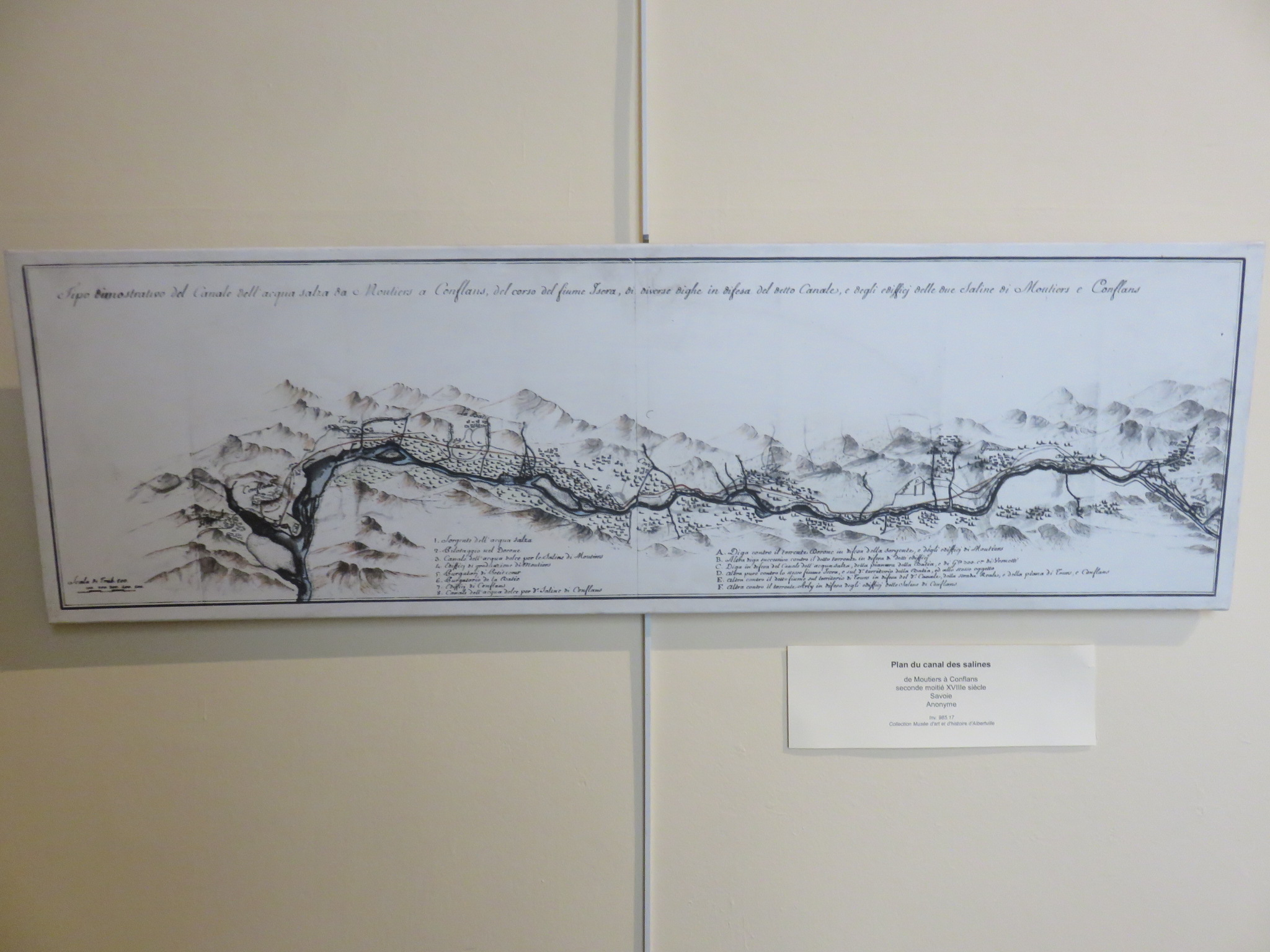
Canal entre les salines royales de Moutiers et Conflans, au XVIIIe siècle.

En 1397 ce palais est construit sur la grande place centrale, sur une surface de 12 x 14 m, pour Pierre Voisin, trésorier du comte Amédée VI de Savoie (1334-1383). L'édifice est entièrement réalisé en brique rouge, moyen de construction traditionnel en Italie voisine, et rare en Savoie (voir Palazzo Vecchio de 1299 de Florence en Toscane de la Maison de Médicis...). Les fenêtres sont en ogive (architecture) finement sculptées. Au XVe siècle le château rouge de Conflans (ou  maison forte du Noyer) est également construit en grande partie en brique dans la même bourgade. 

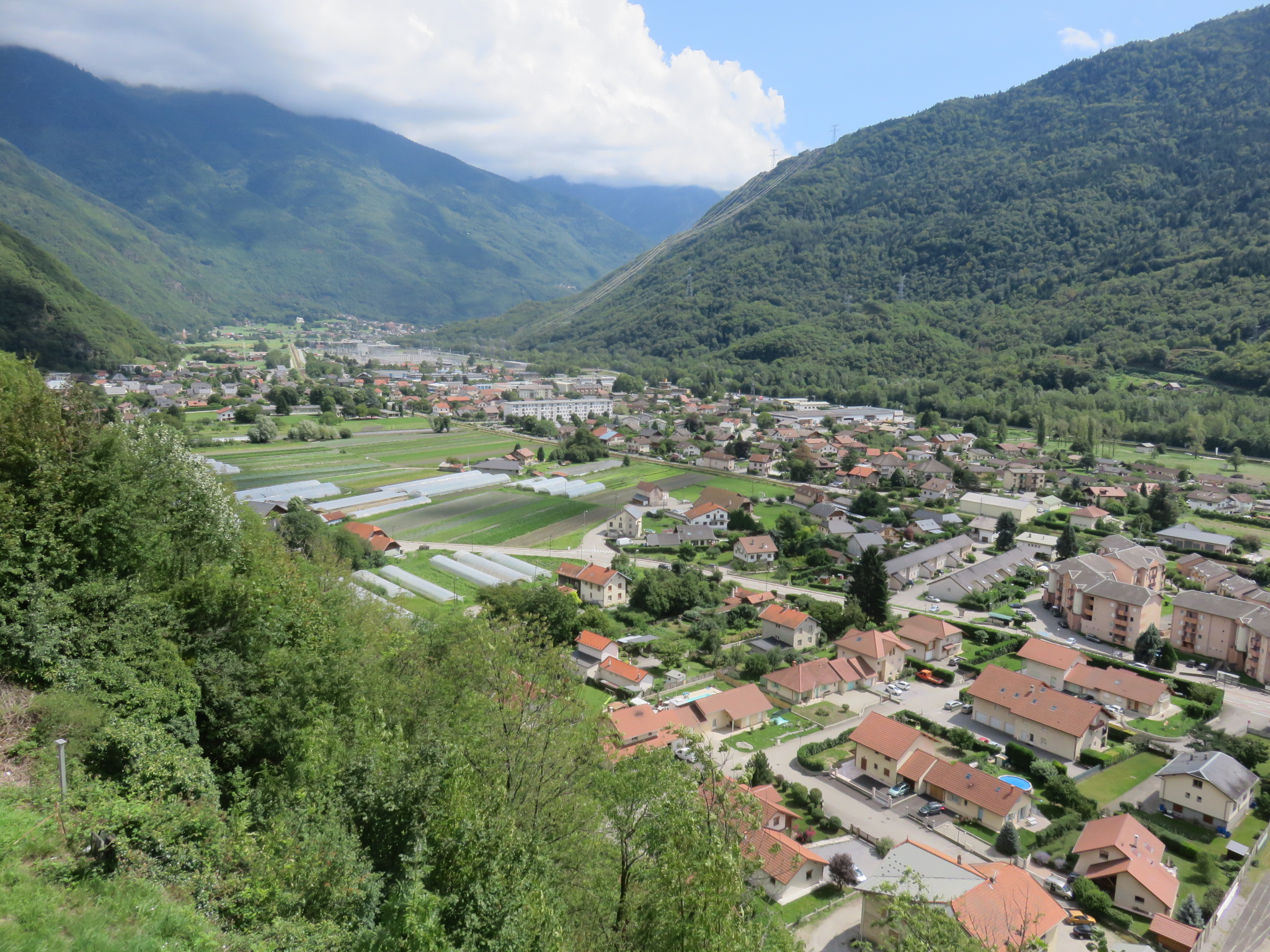
Vue sur la vallée de la Tarentaise depuis Conflans.
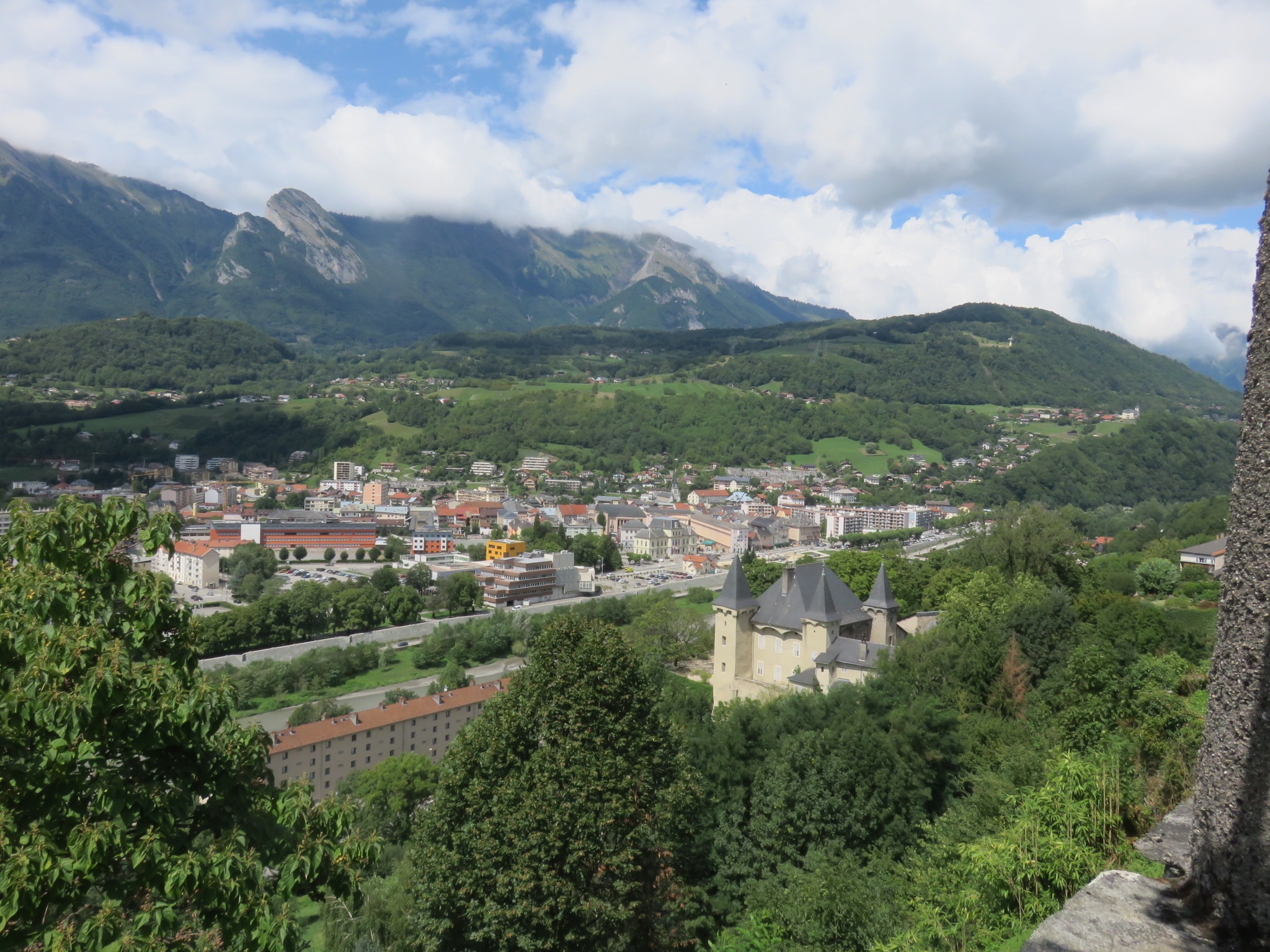
Vue sur Albertville depuis Conflans.
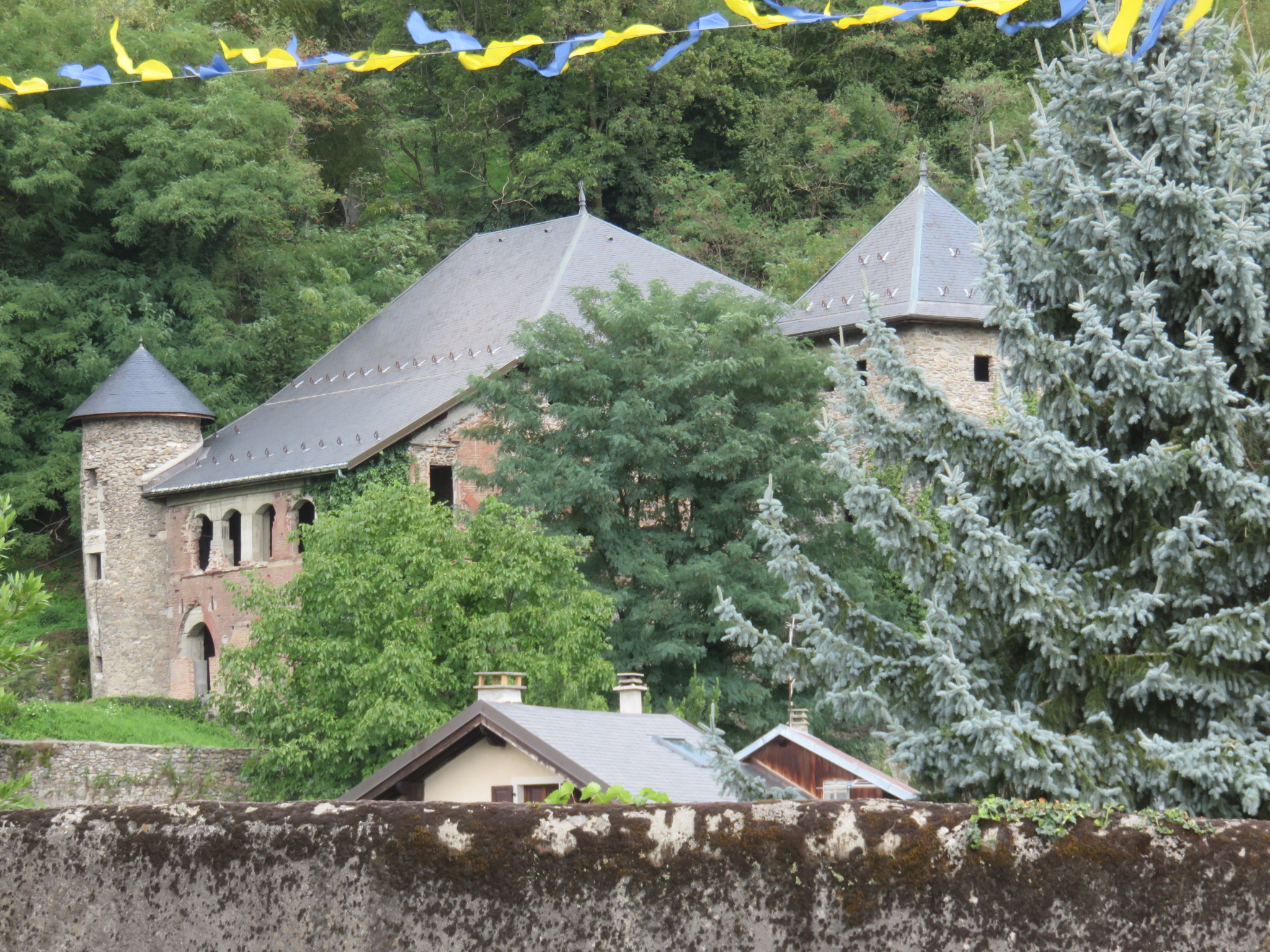
Château rouge de Conflans XVe siècle.

## Quelques dates historiques
Cette maison forte a été la possession de nombreuses familles au cours de la période médiévale, les Voisin, Tondu, Riddes et Verger... 

### 1600
La France prend la place durant le siège du château de Conflans (1600) de la guerre franco-savoyarde (1600-1601). À partir de     , la maison accueille un couvent qui relève de l'ordre cistercien des Bernardines, jusqu'à la déchristianisation (Révolution française), d'où les religieuses sont chassées.

### Révolution française
La Savoie est annexée par la France (histoire de la Savoie de 1792 à 1815). Conflans est rebaptisée Roc-Libre. L'Hôpital-sous-Conflans, fondé par l'Ordre de Saint-Jean de Jérusalem, est rebaptisé Bourg de Santé.

### 1816
Le duc Victor-Emmanuel Ier de Savoie fait de Conflans (qui devient Albertville en 1835) le chef-lieu de l'ancienne province de Haute-Savoie (province), jusqu'à l'annexion de la Savoie de 1860, où la ville devient une sous-préfecture.

### 1835
Le 19 décembre, le duc Charles-Albert de Savoie réunit les bourgs de Conflans et de l'Hôpital pour fonder Albertville, baptisé de son nom.
les lieux accueillent successivement caserne, lieu d’enseignement, bureaux du Sénat de Savoie (1814-1815), deux compagnies de chasseurs alpins (1891 à la Première Guerre mondiale), hospices en 1935...
Le petit palais est classé au titre des monuments historiques en 1904, et le pavillon au nord en 1913.
Depuis 1936 le palais municipal de ce petit bourg touristique médiéval héberge le musée d'art et d'histoire de Conflans qui expose des éléments du patrimoine rural local, d'histoire de la Savoie et d'Albertville, histoire des sports d'hiver, culture populaire, art chrétien...